# Anis Fuleihan
Anis Fuleihan: (2 de abril de 1900 - 11 de octubre de 1970) fue un compositor y director de orquesta, nacido en Chipre y nacionalizado estadounidense. 
Nacido en Kyrenia, Fuleihan desciende de una familia Cristiano-Árabe-Libanesa. Asistió a la English School en esa ciudad antes de ir a los Estados Unidos en 1915. Se estableció en Nueva York, a tomar lecciones de piano con Alberto Jonas, del cual también aprendió composición. Su debut con "Fantasías orientales" en el Aeolian Hall en 1919 fue bien recibido. Se convirtió en un ciudadano de Estados Unidos en 1925. 
Fuleihan hace una gira por los Estados Unidos y Medio Oriente desde 1919 hasta 1925, viviendo durante un tiempo en El Cairo antes de regresar a los Estados Unidos en 1928. A su regreso en Nueva York, comenzó a componer música para ballets, montado por diversas organizaciones de danza contemporánea. También encontró trabajo como conductor de radio en esta época. 
A partir de 1932 trabajó para G. Schirmer, continuando en este cargo hasta 1939. En 1945 comenzó a enseñar en la Indiana University in Bloomington, en Indiana. En 1953 asumió la dirección del Conservatorio de Beirut en el Líbano. En 1962 se fue a Túnez como parte de un programa organizado por el Departamento de Estado, en 1963 organizó la Orquesta Clásica de Túnez, donde permaneció hasta 1965. 
Como compositor, Fuleihan atrajo la atención de Eugene Goossens, quien estrena su Suite Mediterránea, y que colaboró en su recepción de una beca Guggenheim. Obtuvo varias comisiones y cargos docentes en el Oriente Medio. 
La música de Fuleihan generalmente elude las estructuras seriales, y siempre estuvo influenciado por la música folclórica del Medio Oriente. 
Su trabajo más famoso es el concierto para Theremin y orquesta, estrenado por la Filarmónica de Nueva York, bajo la batuta de Leopold Stokowski en 1945, y Clara Rockmore como solista. 
Fuleihan murió en Palo Alto, California, en 1970.